# アルタクセルクセス3世
アルタクセルクセス3世オコス（ペルシア語：アルダシールاردشیر、古代ペルシア語：アルタフシャサ Artaxšaçā、英: Artaxerxes III、紀元前390年頃 - 紀元前338年、在位：紀元前359年‐紀元前338年）は、アケメネス朝ペルシアの第10代目の王であり、太祖キュロス2世による建国からほぼ200年後の王である。

## 経歴

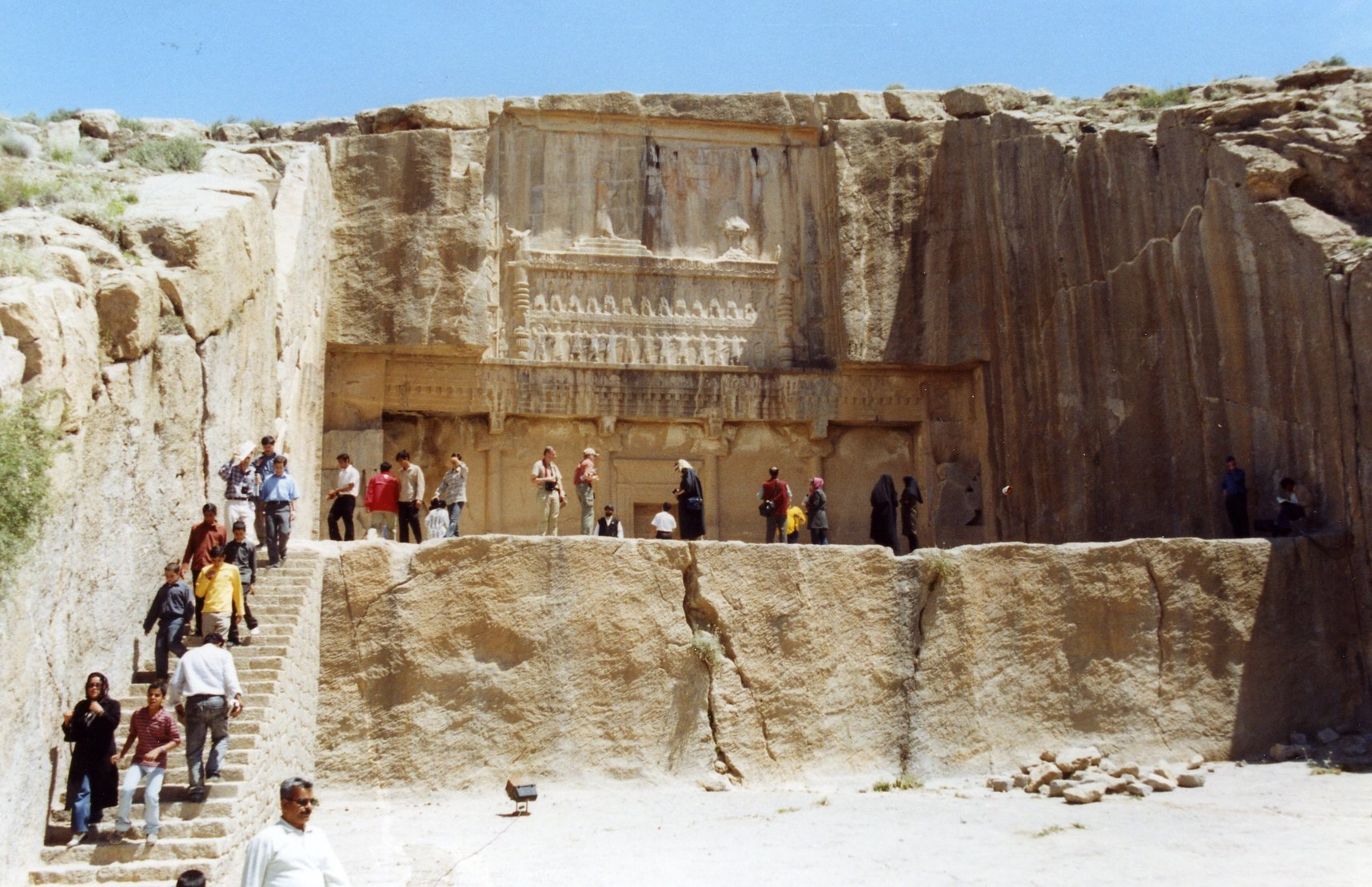
ペルセポリスにあるアルタクセルクセス3世の墓所。

王子の頃から軍事指揮官として才能を発揮し、紀元前368年から358年にかけてシリアで起きた反乱を鎮圧するのに大功があった。紀元前359年に父アルタクセルクセス2世の跡を継いで王位に登ったが、即位と同時に王位を脅かす恐れのあった兄弟たちを皆殺しにした。
アルタクセルクセス3世は暴君であったと伝えられるが、軍事的には成功をおさめている。即位直後にカスピ海沿岸に住むカドゥシオイ人を討伐し、さらに王国西部で反乱を続けるサトラップたちとの戦いを繰り広げた。紀元前351年の反乱は、既に独立状態にあったエジプトからシリア、フェニキア、キプロスにまで広がったが、紀元前348年にシリアまでを、紀元前342年にはエジプトを再びペルシアの支配下に組み込むことに成功した。このことはギリシア人のペルシアに対する行動を慎重にさせた。マケドニア王ピリッポス2世（アレクサンドロス3世（大王）の父）も、この当時はアケメネス朝との協調を模索している。
しかし紀元前338年末頃、アルタクセルクセスは息子たちとともに、宦官で大臣のバゴアスにより毒殺され、ペルセポリスの墓所に葬られた。バゴアスに擁立された息子のアルセスが帝位を継いだが、アルセスもまたバゴアスに毒殺された。

## 名前
アルタクセルクセス（Artaxerxēs）は、古代ペルシア語によるペルシア王名のギリシア語形で、三人のアケメネス朝ペルシア王の名として知られる。古代ペルシア語の原形はアルタクシャサ（Arta-xšassa-：名詞幹のみの形）で、「天則に属する国の持ち主」を意味する。ギリシア語表記からアケメネス朝ペルシア王名のクセルクセス（原形はクシャヤールシャンで、「壮士、男子を支配する者」を意味する）に接頭辞をつけた派生形の人名と誤解されやすい。

## 家族
以下の子女が知られる。
- アルセス - ペルシア王（紀元前338年 - 紀元前336年）
- パリュサティス2世（英語版） - マケドニア王アレクサンドロス3世（大王）の妃

## 文献
- Pierre Briant: From Cyrus to Alexander: A History of the Persian Empire. Winona Lake 2002